# هفته‌نامه لس آنجلس
هفته‌نامه لس آنجلس (انگلیسی: LA Weekly) یک روزنامه جایگزین هفته‌نامه در لس آنجلس، کالیفرنیا است.